# Pfaffing (Bavière)
Pour les articles homonymes, voir Pfaffing.
Pfaffing est une commune de Bavière (Allemagne), située dans l'arrondissement de Rosenheim, dans le district de Haute-Bavière.